# Sophie Hedevig Rantzau
Sophie Hedevig komtesse Rantzau (9. november 1690 – 9. oktober 1775) var en dansk adelsdame, datter af greve Otto Rantzau af Asdal og Sophie Amalie Krag. Hun var søster til Frederik Rantzau og Christian Rantzau.
I 1754 udnævnt til Dame de l'union parfaite.
- gift første gang i 1714 med Ove Ottesen Skeel til Birkelse (død 1723)
- gift anden gang med greve Christian Frederik von Levetzau (13. december 1682 – 17. april 1756)